# Аббот, Джейкоб
Дже́йкоб А́бботт (иначе Э́бботт; англ. Jacob Abbott, 14 ноября 1803, Хэллоуэлл, штат Мэн — 31 октября 1879) — североамериканский писатель для юношества, пастор.

## Биография
Аббот в 1820 году окончил колледж Боудоин. В какой-то момент в тот период своей жизни он якобы добавил вторую букву "т" к своей фамилии, чтобы избежать того, чтобы быть "Джейкобом Аббатом 3-м" ("Jacob Abbot the 3rd") (хотя один источник отмечает, что на самом деле он начал подписывать свое имя двумя буквами " т " только несколько лет спустя) 
Аббот учился в Андоверской Теологической семинарии в 1821, 1822 и 1824 годах. А в 1824-1825 годах Аббот работал репетитором.

## Карьера
С 1825 по 1829 год был профессором математики и натурфилософии в Амхерст-колледже; получил лицензию на проповедь от Ассоциации графства Хэмпшир в 1826 году; основал школу для молодых леди Маунт-Вернон в Бостоне в 1829 году и был ее директором в 1829–1833 годах; был пастором Конгрегационной Церкви Элиота (которую он основал) в Роксбери (Массачусетс) в 1834-1835 годах; вместе со своими братьями является основателем и в 1843-1851 годах директором Института Эббота, а в 1845-1848 годах-школы Маунт-Вернон для мальчиков в Нью-Йорке.
Он был плодовитым писателем, является автором произведений для юношества, кратких историй, биографий, религиозных книг для широкого круга читателей и нескольких научно-популярных работ. Он написал 180 книг и был соавтором или редактором еще 31 книги. Умер в Фармингтоне штата Мэн, где прошла часть его жизни после 1839 года и где его брат, Сэмюэл Филлипс Аббот, основал школу Аббота.
Наиболее известна среди его произведений серия книг о Ролло, таких как «Ролло в игре», «Ролло в Европе» и т. д., в этих книгах главным персонажем является обычный мальчик и его товарищи. Аббот оказал одному или двум поколениям молодых американских читателей такую услугу, какую ранее в Англии и США сделали авторы "Дома по вечерам", "Истории Сэндфорда и Мертона" и "Помощника родителя". В продолжении своих книг о Ролло он писал о "Дяде Джордже", используя его для обучения юных читателей этике, географии, истории и науке. Он также написал 22 тома биографических историй, в том числе "Петр Великий", и 10-томный сборник под названием "Истории Франконии".

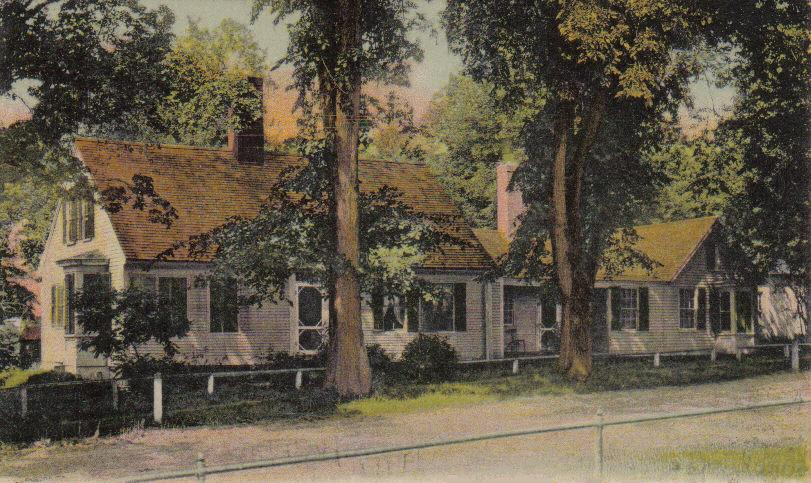
Резиденция Абботта в Фармингтоне, штат Мэн, 1906 год.

Его братья, Джон Стивенс Кэбот Аббот и Горэм Думмер Аббот, также были писателями.
В книге "Молодой христианин, мемориальное издание, с наброском автора" Эдварда Аббота (New York, 1882) приведена библиография работ Джейкоба Аббота.
Другие примечательные произведения: "Книги Люси", "Книги Джонаса", "Книги Истории Харпера", "Марко Поло", "Весёлая семья" и "Книги Юноны".

## Личная жизнь
18 мая 1828 года Аббот женился на Гарриет Воэн. У Аббота было четыре сына. Его сыновья, Бенджамин Воэн Аббот, Остин Аббот, оба выдающиеся юристы, Лайман Аббот и Эдвард Аббот, священник, также были известными авторами.

## Лаймон Абботт
Его сын, Лайман Абботт, (родился в 1835 году), также пастор, написал:
- Life of Christ (1894)
- Evolution of Christianity (1896) и др.